# Simon Warmenhoven
Simon Nicolaas Warmenhoven (Velsen, 21 september 1904 - Bloemendaal, 2 februari 1943) was een Nederlands verzetsstrijder in de Tweede Wereldoorlog en gemeenteraadslid te Velsen.
Simon Warmenhoven werd geboren in Velsen waar hij ook woonde aan de Bakkerstraat 32. Hij was betonwerker en grondwerker van beroep en werd in 1935 gekozen als gemeenteraadslid namens de CPN in de gemeente Velsen. Als raadslid bekommerde hij zich veelal om het lot van werklozen in zijn gemeente. Ook steunde hij stakende havenarbeiders tijdens arbeidsconflicten. In 1939 keerde hij niet op de kieslijst terug. In zijn plaats werd Piet Weij voor de CPN verkozen, met wie Warmenhoven in 1943 samen zou worden gefusilleerd.
In de oorlog raakte hij via de CPN betrokken bij ondergrondse activiteiten waaronder het verspreiden van illegale bladen. Warmenhoven werd in de nacht van 21 op 22 januari 1943 met negen andere Velsense communisten gearresteerd in een zaak die later in verband zou worden gebracht met de Velser Affaire. De gearresteerden werden via het IJmuidense politiebureau aan het Tiberiusplein overgebracht naar het bureau van de Sicherheitsdienst in de Euterpestraat te Amsterdam. 
Warmenhoven werd door de Duitsers op 2 februari 1943, samen met 9 anderen, gefusilleerd in de duinen van Bloemendaal als represaille na de aanslag op Alois Bamberger. Zij hadden geen van alleen betrokkenheid bij de dood van Bamberger. Hij werd nog in de gelegenheid gesteld tot het schrijven van een afscheidsbrief.
Na de oorlog werd in zijn geboorteplaats Velsen een straat naar hem vernoemd. Op de plek van de terechtstelling van de 10 zijn na de oorlog twee zandstenen gedenkstenen geplaatst, die in het jaar 2000 werden vervangen door exemplaren van rood graniet.